# Satoshi Kukino
Satoshi Kukino (jap. 久木野 聡 Kukino Satoshi; ur. 16 kwietnia 1987) – japoński piłkarz występujący na pozycji napastnika.

## Kariera klubowa
Od 2006 do 2016 roku występował w klubach Kawasaki Frontale, Yokohama FC, Tochigi SC i FC Machida Zelvia.